# Secamone elliptica
Secamone elliptica är en oleanderväxtart. Secamone elliptica ingår i släktet Secamone och familjen oleanderväxter.

## Underarter
Arten delas in i följande underarter:
- S. e. elliptica
- S. e. minutiflora
- S. e. siamica